# Whitneyomyia beatifica
Whitneyomyia beatifica är en tvåvingeart som först beskrevs av Whitney 1914.  Whitneyomyia beatifica ingår i släktet Whitneyomyia och familjen bromsar. Inga underarter finns listade i Catalogue of Life.